# Veerse Meer

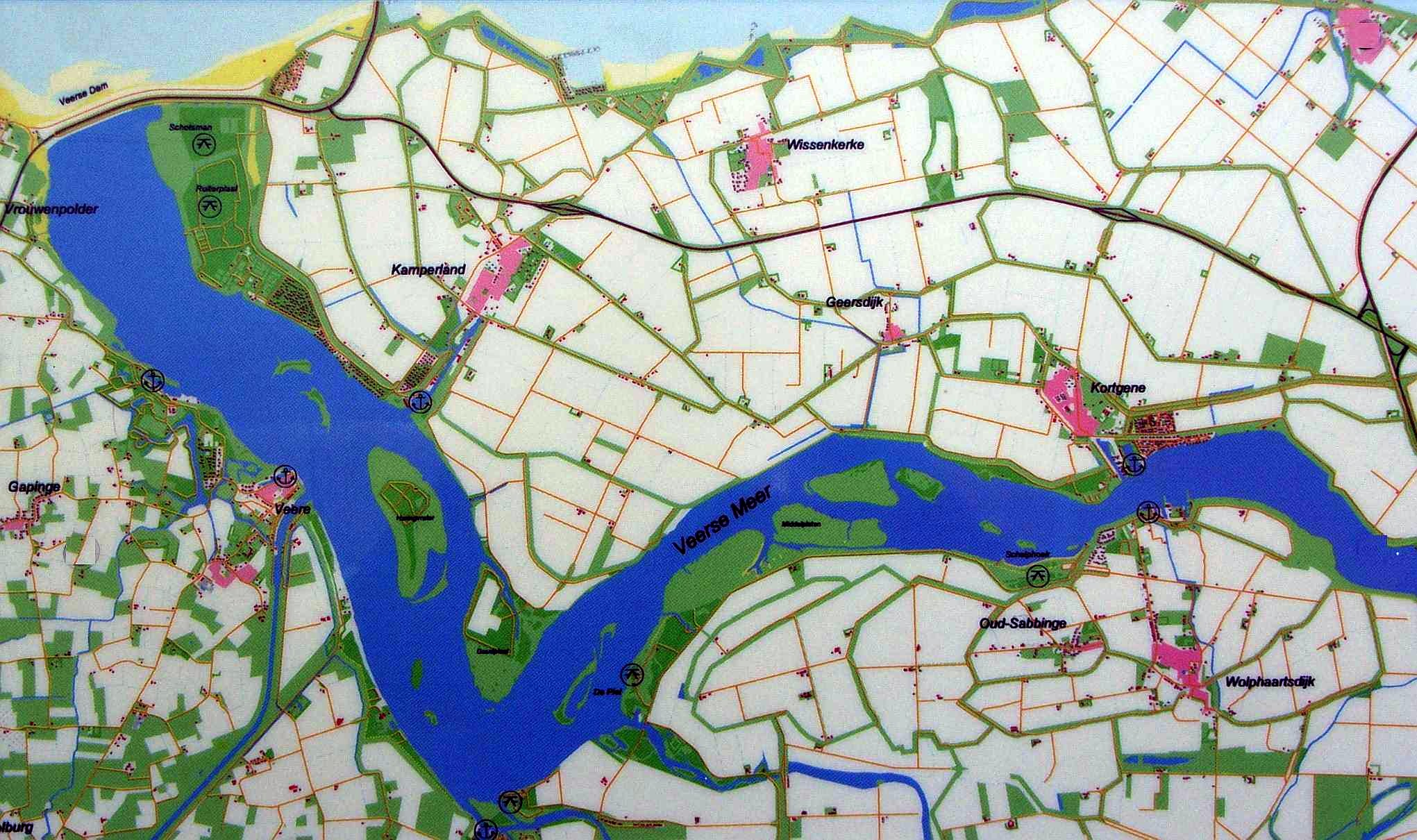
Karte des Veerse Meers

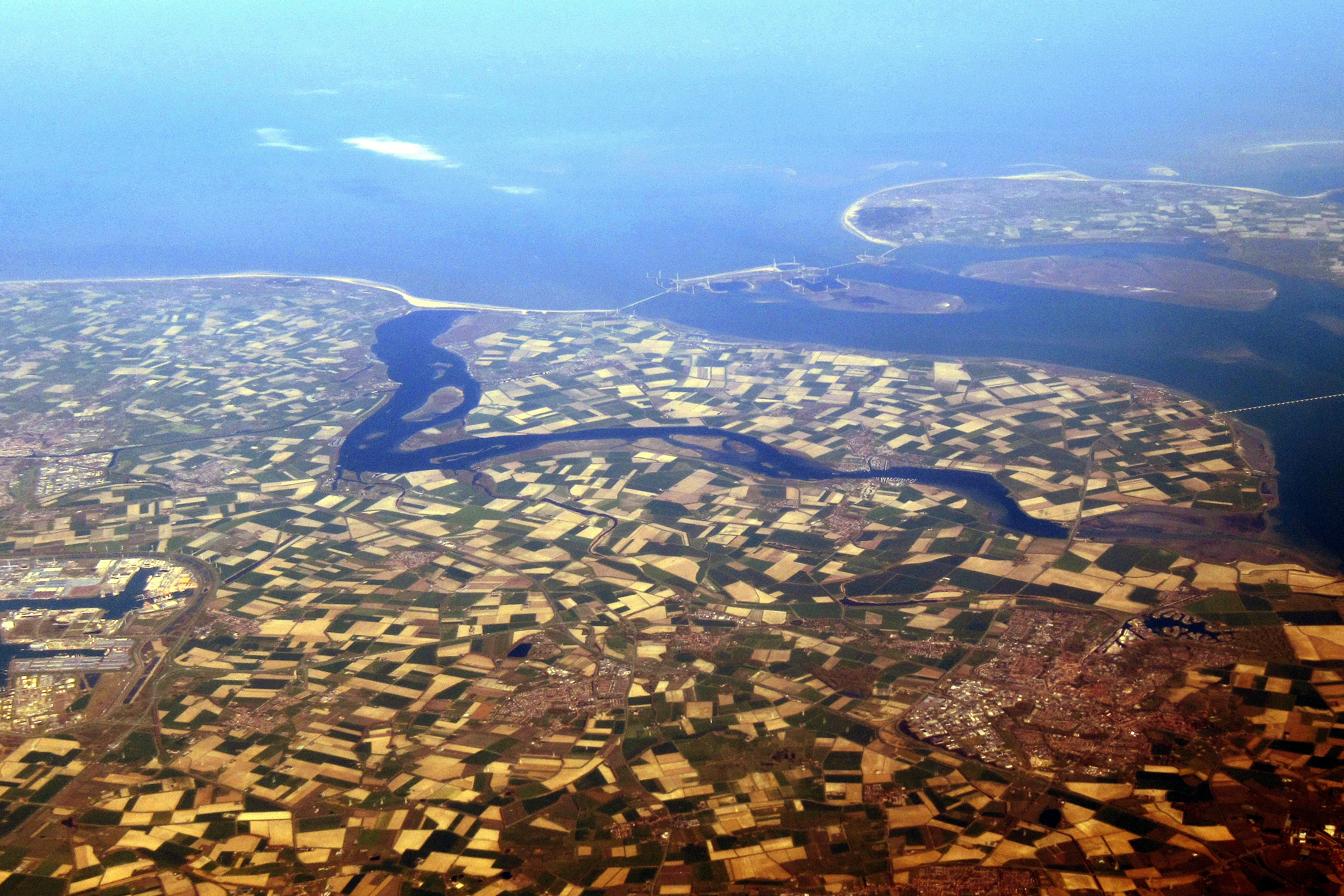
Das Veerse Meer im Luftbild. Links unterhalb davon ist der Vlissinger Hafen zu sehen, rechts oberhalb die Oosterschelde, rechts unterhalb die Stadt Goes.

Das Veerse Meer (niederländisch auch Veerse Gat genannt) ist ein Binnengewässer, das durch den Veerse Gatdam 1961 im Zuge des Deltaplans entstand. Das Veerse Meer ist die nordöstliche Begrenzung der Halbinsel Walcheren. Außerdem trennt das Veerse Meer die Halbinsel Zuid-Beveland und die heutige Halbinsel Noord-Beveland.
Vor 1961 hatte das Veerse Meer eine direkte Verbindung zur Nordsee. Durch den Bau des Veerse Gatdam und Zandkreekdam im Osten nahm der Salzgehalt des Wassers stark ab und das Gat wurde brackig, mit allen negativen Erscheinungen für das Leben im und am Wasser. Nach Interventionen von Bürgerinitiativen und Muschelfischern wird seit Mai 2004 aus der Oosterschelde Salzwasser eingeleitet. Hierzu wurde ein steuerbarer Durchlass (Siel) im Zandkreekdam angelegt. Bei hohem Wasserstand (Flut) in der Oosterschelde strömt sauerstoffreiches und salzhaltiges Nordseewasser ins Veersemeer, bei Niedrigwasser (Ebbe) fließt nahrungsreiches Wasser aus dem Veersemeer zurück. Dadurch ist der Salzgehalt im Gat wieder angestiegen und die Wasserqualität wurde besser.
Im Veerse Meer liegen dreizehn kleinere, unbewohnte Inseln und Sandbänke. Heute ist das Binnengewässer vor allem bei Windsurfern und Seglern beliebt. Am Veerse Meer liegt das namensgebende Städtchen Veere, das sowohl bei Wassersportlern als auch bei Ausflüglern sehr beliebt ist. Hier mündet der Kanal durch Walcheren in das Veerse Meer. Weitere bekannte Ferienorte sind Vrouwenpolder, unmittelbar an der Westrampe des Veerse Gatdams gelegen, Wolphaartsdijk im Westen auf Zuid-Beveland in der Nähe des Zandkreekdams, und auf der gegenüberliegenden Seite die Insel Noord-Beveland mit den Orten Kortgene und Kamperland. Das Veerse Meer wird auf dem Wasserweg  von der Oosterschelde aus erreicht durch die Schleuse Zandkreeksluis im Abschlussdamm im Osten.